# Rob Zorn
Robert (Rob) Zorn (Haarlem, 9 november 1965) is een Nederlands zanger.

## Biografie
Zorn groeide op in Haarlem. Als hij 15 is gaat hij van school. Hij gaat werken als pikeur en doet dat vijf jaar. Eerst in Elswout in een privéstal en daarna bij een stallingsmanege in Bentveld waar ook paardrijles werd gegeven.

## Carrière
In 1986 kwam zijn eerste single Het is voorbij uit. Zijn volgende single Er gaat een trein naar niemandsland had meer succes en kwam in de Nederlandse Single Top 100. In 1991 kwam Zorn in de Nederlandse Top 40 met het liedje Meisjes. In 2007 bracht hij De vleugels van mijn dromen uit. In 2013 tekent Rob Zorn een platencontract met het platenlabel Sterren Media.

## Discografie

### Albums
| Album met eventuele hitnotering(en) in de Nederlandse Album Top 100 | Datum van verschijnen | Datum van binnenkomst | Hoogste positie | Aantal weken | Opmerkingen |
| ------------------------------------------------------------------- | --------------------- | --------------------- | --------------- | ------------ | ----------- |
| Alles wat ik vraag                                                  | 14-08-2009            | -                     |                 |              |             |

### Singles
| Single met eventuele hitnotering(en) in de Nederlandse Top 40 | Datum van verschijnen | Datum van binnenkomst | Hoogste positie | Aantal weken | Opmerkingen                 |
| ------------------------------------------------------------- | --------------------- | --------------------- | --------------- | ------------ | --------------------------- |
| Er gaat een trein naar niemandsland                           | 1987                  | -                     |                 |              | nr. 82 in de Single Top 100 |
| Meisjes                                                       | 1991                  | 30-03-1991            | 23              | 5            | nr. 20 in de Single Top 100 |
| Mazzel                                                        | 1991                  | 30-11-1991            | tip11           | -            | nr. 36 in de Single Top 100 |
| De grote kleine man                                           | 1992                  | -                     |                 |              | nr. 72 in de Single Top 100 |
| Alles wat je wilt                                             | 1992                  | -                     |                 |              | nr. 61 in de Single Top 100 |
| Blijf vannacht bij mij                                        | 1994                  | 30-04-1994            | tip11           | -            |                             |
| M'n betere ik                                                 | 1994                  | 30-07-1994            | tip5            | -            |                             |
| Alles wat ik vraag                                            | 2009                  | -                     |                 |              | nr. 85 in de Single Top 100 |
| Neem jij maar een ander in de maling                          | 2010                  | -                     |                 |              | nr. 53 in de Single Top 100 |
| Vandaag dat is m'n dag                                        | 2010                  | -                     |                 |              | nr. 61 in de Single Top 100 |
| Nou en?                                                       | 2011                  | -                     |                 |              | nr. 34 in de Single Top 100 |
| Leven hoe ik leven wil                                        | 2013                  | -                     |                 |              | nr. 57 in de Single Top 100 |